# Matías Mirabaje
Matías Mirabaje, vollständiger Name Claudio Matías Mirabaje Correa, (* 6. März 1989 in Montevideo) ist ein uruguayischer Fußballspieler.

## Karriere

### Verein
Der 1,79 Meter große Mittelfeldakteur Mirabaje, der auch als Stürmer eingesetzt wird, stammt aus der Nachwuchsmannschaft Nacional Montevideos und stand mindestens seit der Apertura 2008 im Erstligakader des in Montevideo beheimateten Racing Club, wo er in der höchsten Spielklasse debütierte. Bis einschließlich der Clausura 2010 absolvierte er dort 44 Partien in der Primera División und schoss neun Tore. Zudem wurde er in fünf Begegnungen (kein Tor) der Liguilla Pre-Libertadores und acht Spielen (zwei Tore) der Copa Libertadores eingesetzt. In der Apertura 2010 lief er neunmal für Nacional Montevideo auf. In jener Saison gewannen die Bolsos den uruguayischen Meistertitel, an dessen Gewinn er in der Rückrunde jedoch nicht mehr mitwirkte, da er nach Nichtberücksichtigung durch Trainer Juan Ramón Carrasco ab Mitte Januar 2011 eine Zwischenstation bei Once Caldas in Kolumbien einlegte. Seine Einsatzstatistik weist neun Spiele und einen Treffer aus. In der Spielzeit 2011/12 stand er dann seit dem 18. August 2011 bei den Montevideo Wanderers unter Vertrag. Allerdings kam er dort nicht über den Status eines Ergänzungsspielers hinaus und wurde lediglich neunmal eingewechselt. Andere Quellen führen hier zehn Einsätze für Mirabaje. Sodann wechselte er im August 2012 nach Argentinien zu San Lorenzo. Im Juli 2013 schloss er sich für die Spielzeit 2013/14 den von Ricardo Caruso Lombardi trainierten Argentinos Juniors an. Der auf ein Jahr ausgelegte Leihvertrag beinhaltet eine Kaufoption für seinen derzeitigen Klub. Dort sind fünf Liga-Einsätze für Mirabaje verzeichnet. Bereits Anfang Februar 2014 wechselte er – ebenfalls im Rahmen einer Ausleihe – zum brasilianischen Verein Athletico Paranaense. Für die Brasilianer kam er in sechs Partien der Copa Libertadores 2014 zum Einsatz. Anschließend kehrte er im Juni 2014 zu San Lorenzo zurück, wo er noch einen Vertrag mit einem Jahr Laufzeit besitzt. Allerdings ist er dort für weitere Einsätze in der Copa Libertadores im laufenden Wettbewerb, in dem San Lorenzo bereits das Halbfinale erreicht hat, gesperrt, weil er zuvor schon für seinen brasilianischen Arbeitgeber in diesem Turnier eingesetzt wurde. Zum Einsatz kam er bei den Argentiniern auch in der Primera División nicht. Mitte Januar 2015 wurde zunächst sein Wechsel zum portugiesischen Klub Nacional Funchal verkündet. Letztlich schloss er sich Mitte Februar 2015 aber dem argentinischen Klub Patronato an. Für diesen lief er in drei Partien (ein Tor) der Primera B Nacional und einem Spiel (ein Tor) der Copa Argentina auf. Sodann setzte er seine Karriere ab Juli 2015 bei Juventud in Las Piedras fort. Dort absolvierte er 23 Erstligaspiele (drei Tore) in der Saison 2015/16 und vier Partien (drei Tore) in der Copa Sudamericana 2015. Im Juli 2016 wechselte er zu Centro Atlético Fénix und kam in der Saison 2016 zehnmal (zwei Tore) in der Liga sowie zweimal (kein Tor) in der Copa Sudamericana 2016 zum Einsatz. Anfang Januar 2017 verpflichtete ihn der peruanische Klub Unión Comercio, für den in der Primera División auflief. Noch im selben Jahr wechselte Mirabaje nach Indien zu Odisha FC für die Austragung der Saison 2017/18. Zur Folgesaison ging er zum Ligakonkurrenten Mumbai City FC. Am Ende der Saison 2018/19 ging er zurück zu Racing Montevideo in seine Heimat. Dem schloss sich 2020 ein Engagement in Bolivien bei Club Real Potosí an. Nach einer Zwischenstation beim Central Español FC, ging Mirabaje 2021 nach Andorra zu UE Engordany.

### Nationalmannschaft
Mirabaje gehörte der uruguayischen U-20-Auswahl an. Er nahm mit dem Team an der U-20-Weltmeisterschaft 2009 in Ägypten teil. Dort wurde er in der Partie gegen die Auswahl Ghanas eingesetzt.

## Erfolge
- Uruguayischer Meister: 2010/11 (nur in der Apertura im Kader)